# Limotettix omani
Limotettix omani är en insektsart som beskrevs av Medler 1955. Limotettix omani ingår i släktet Limotettix och familjen dvärgstritar. Inga underarter finns listade i Catalogue of Life.